# Marion Créhange
Pour les articles homonymes, voir Créhange (homonymie).
Marion Créhange, née Marion Caen le 14 novembre 1937 à Nancy, et morte le 28 mars 2022 à Vandœuvre-lès-Nancy, est une scientifique française. 
Pionnière de l'informatique à l'université de Nancy, elle est l'une des premières personnes à soutenir une thèse en informatique en France en 1961, sous la direction de Jean Legras intitulée Structure du code de programmation, qui porte sur la définition et la réalisation d'un macro-assembleur et d'un outil de programmation. 
Nommée professeure en 1976, elle participe à la fondation de l'unité d'enseignement et de recherche (UER) de mathématiques et d'informatique de l'université Nancy-I. Elle se tourne ensuite vers la conception de langages d'interrogation de bases de données et fonde l'équipe de recherche Exprim (EXPert pour la Recherche d'IMages). Elle devient membre de l'académie de Stanislas en 2017.
Au cours de sa carrière, Marion Créhange s'est attachée à montrer les apports réciproques entre informatique et sciences humaines. Elle a prôné une informatique favorisant l'imagination et la création. 
Elle a donné son nom à un fonds d'archives lié à l'histoire de l'informatique universitaire à Nancy, conservé aux archives Henri-Poincaré de l'université de Lorraine. 

## Biographie
Marion Henriette Caen naît le 14 novembre 1937 à Nancy, où elle effectuera tout son parcours personnel et professionnel jusqu'à sa mort le 28 mars 2022,, à Vandœuvre-lès-Nancy.

### Formation
Après avoir obtenu une licence de mathématiques en 1958, elle devient assistante responsable des travaux pratiques de calcul alors qu'elle est encore étudiante en première année de troisième cycle à la faculté des sciences de l'université de Nancy, en février 1959.
Elle est l'une des pionnières de l'informatique à l'université de Nancy où elle soutient en 1961, sous la direction de Jean Legras, l'une des premières thèses françaises en informatique (après celle d'ingénieur-docteur de Louis Cariou en 1959), : Structure du code de programmation,,,, qui améliore le Programme d'assemblage symbolique optimal (en) (Paso) de l'IBM 650. La thèse porte sur la définition et la réalisation d'un macro-assembleur et d'un outil de programmation,.
Revenant à l’informatique après s'être consacrée deux ans à un domaine différent, l’étude et à l’application de la formation des adultes, en Lorraine, au Centre universitaire de coopération économique et sociale(Cuces), elle rejoint en 1965, pour la construction d’un compilateur ALGOL 60, l’équipe de recherche de Claude Pair, qui termine sa thèse d’État sur la conception des compilateurs. L'année suivante, elle a "la chance en 1966 d’aller faire un stage des plus intéressants et marquants" au Centre d’analyse documentaire pour l’archéologie (CNRS) de l’archéologue Jean-Claude Gardin à Marseille. Une expérience qui l'a "déterminée" à s’orienter "vers les questions de recherche d’informations". Vers 1966, l’historienne Lucie Fossier a sollicité sa coopération pour traiter à grande échelle de documents anciens, les "actes diplomatiques du Moyen-Âge" dans le but d'exploiter "leur richesse de description des lieux et sociétés", plus que les aspects juridiques.
En sort un thesaurus et  des questions modulables, utilisant un système complet et nourri de mots-clés et relations entre les parties du thésaurus et plus tard a participé à la conception d’une base de données d’informations multimédia sur les rues et carrefours de Nancy, à la gestion de dossiers médicaux ou encore à la gestion d’une base de coupes géologiques, avec le laboratoire lorrain CRPG, sa spécialité étant les systèmes de gestion de base de données, notamment le métasystème Pivoines (langage pivot pour l’interrogation d’ensembles structurés) issu de sa thèse d'Etat de 1975,.
Elle obtient ainsi un doctorat d'État de mathématiques en 1975, avec une thèse effectuée sous la direction de Claude Pair: Description formelle, représentation, interrogation des informations complexes : Système PIVOINES, sur l'indépendance des données dans les bases de données.

### Parcours

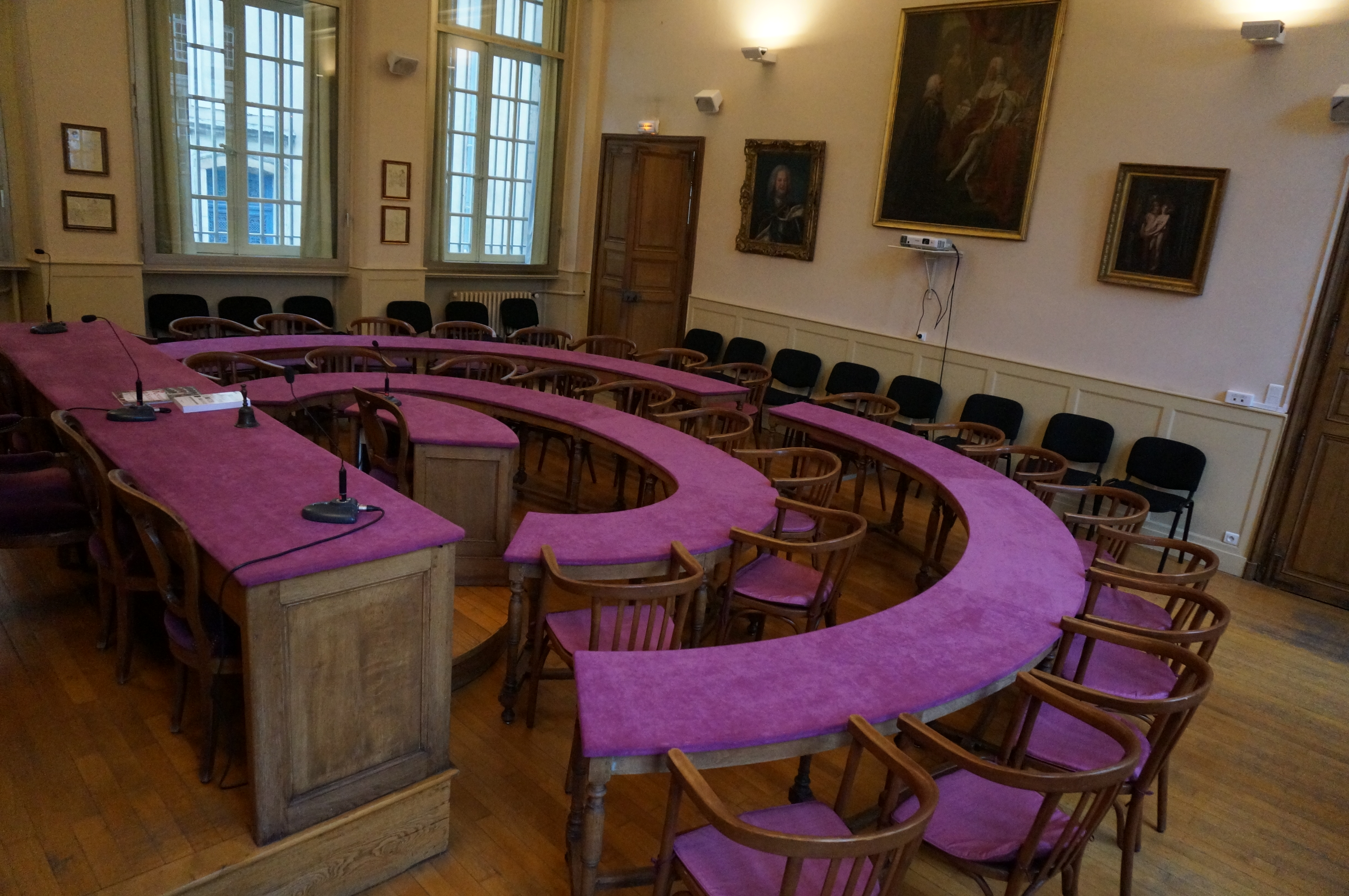
Salle des séances de l'Académie Stanislas, que Créhange intègre en 2003.

Nommée professeure en 1976, elle participe également à la création de l'unité d'enseignement et de recherche (UER) de mathématiques et d'informatique de l'université Nancy-I.
Elle rejoint ensuite le Centre de recherche en informatique de Nancy (CRIN, actuel Loria) où elle se spécialise dans les systèmes d'information. Ses recherches portent d'abord sur les langages de programmation naissants. Mais très vite, elle se dirige vers l'interrogation et la gestion d'ensembles d'informations complexes et l'interface homme-machine intervenant durant cette interrogation. On peut citer en exemple son travail effectué dès les années 1960 avec l'historienne Lucie Fossier, sur l'exploitation documentaire de recueils d'actes diplomatiques du Moyen Âge. Sa thèse d'État portait sur la conception d'un langage d'interrogation de bases de données, Pivoines, très « déclaratif » et indépendant des choix de représentation.
En 1983, elle fonde l'équipe de recherche Exprim (EXPert pour la Recherche d'IMages),. En 1990, elle est directrice du département des sciences de l'informatique à l'IUT de Nancy tout en dirigeant l'équipe Exprim sur les travaux de l'interactivité dans la récupération des données multimédia.
En 1997, elle devient professeure émérite de l'université de Lorraine, laboratoire Loria,.
Elle devient membre associée de l'académie de Stanislas le 21 novembre 2003, puis membre le 3 février 2017,.
Fin 2019, elle dépose aux archives Henri-Poincaré de l'université de Lorraine des documents sur l'histoire de l'informatique universitaire à Nancy, un de ses sujets d'étude,. Ces documents sont rassemblés dans un fonds d'archives qui porte son nom, le fonds Marion Créhange.

## Recherche
Au cours de sa carrière, Marion Créhange s'est attachée à montrer les apports réciproques entre informatique et sciences humaines. Elle prône une informatique favorisant l'imagination et la création, et non la restriction à des schémas préétablis.
Dès 1988, dans un article sur la recherche d'images rédigé dans le cadre du projet Exprim créé en 1983 autour de la Recherche d'Information Multimédia, Marion Créhange montrait le rôle important de la visualisation des images (vision instantanée, richesse de l'image par rapport à sa description, caractère évocateur des images) pour permettre une interrogation interactive et souple de la base de données documentaire. Une interface entre utilisateur et système favorisant une collaboration et un apprentissage mutuel entre les deux partenaires permettait d'utiliser au mieux leurs qualités respectives, en particulier les qualités de créativité et d'imagination de l'utilisateur humain. 
Selon elle, certains de ces principes pouvaient s'étendre à la recherche rétrospective en général.
Les travaux de l'équipe du projet Exprim se sont poursuivis sur des généralisations de ce processus, mettant en œuvre des avancées de secteurs variés de l'informatique : étude de capacités d'apprentissage à long terme basées en particulier sur le raisonnement à base de cas, étude des architectures multi-agents, gestion d'un modèle de l'utilisateur, etc. L'équipe a noué de nombreuses collaborations, surtout à l'échelle française et européenne : PRC BD3 (sigle de Programme de Recherche Coordonnée Bases de Données 3e génération), projets européens, principalement Esprit1, groupe de travail Mira autour de la gestion d'informations multimédias.

## Famille et vie privée
Ses parents sont Étienne Caen (1909-1997), directeur-général adjoint des Établissements Bechmann, président de l'Association lorraine de musique de chambre (ALMC), et Gilberte Braun (1914-2009), licenciée ès sciences, physicienne. 
Le 1er juillet 1960, elle épouse Bernard Créhange (né en 1934), ingénieur diplômé de l'École nationale supérieure d'électricité et de mécanique de Nancy (Ensem). Le couple a deux enfants : Catherine, illustratrice, et Alain, conseiller en communication écrite (École supérieure de commerce de Paris).
Marion Créhange pratiquait le violoncelle et aimait écouter de la musique de chambre, entre autres au sein de l'ALMC, dont elle était membre du comité consultatif. Elle était aussi une membre active de l’association des amis du Musée des Beaux-Arts de Nancy, dans laquelle elle était responsable dans le conseil d'administration de la commission concert. D'autre part, elle aimait la randonnée.

## Mémoires
En 2021, en retraite depuis 23 ans, et déplorant d'avoir de tout temps souffert d’une mauvaise mémoire, elle a "l’impression de voir depuis une montgolfière spatio-temporelle", sa carrière de chercheuse, comme un "long cheminement pas à pas dans la montagne" et décide de la raconter en utilisant cette allégorie, constituée d'un choix de métaphore, pour stimuler sa mémoire et la qualité du récit, car elle "aime la montagne".

## Distinctions
- Chevalière de l'ordre des Palmes académiques

## Publications

### Thèses
- Marion Créhange (sous la dir. de Jean Legras), Structure du code de programmation (thèse de 3e cycle en mathématiques), Université de Nancy, faculté des sciences, 1961, 209 p. (BNF 32971251, SUDOC 089320492).
- Marion Créhange (sous la dir. de Claude Pair), Description formelle, représentation, interrogation des informations complexes : Système PIVOINES (thèse d'État en mathématiques), Université Nancy-I, UER de mathématiques, 2 décembre 1975, 362 p. (BNF 35916024, HAL tel-03615318, SUDOC 008685266, lire en ligne).

### Articles de recherche
- Marion Créhange et Lucie Fossier, « Un essai de traitement sur ordinateur des documents diplomatiques du Moyen Âge », Annales. Économies, sociétés, civilisations, vol. 25, no 1,‎ 1970, p. 249–284 (DOI 10.3406/ahess.1970.422211, lire en ligne).
- Marion Créhange, J-M David, Odile Foucaut, Gilles Halin et Odile Thiéry, « Les structures de données dans le projet EXPRIM », Actes du IVe Congrès INFORSID (INFormatique des ORganisations et Systèmes d’Information et de Décision), Fontevraud-l'Abbaye (Maine-et-Loire), 27–30 mai 1986, Fontevraud, Nantes, LIANA,‎ 1986, p. 173-194 (ISBN 2-906082-03-1)[36].
- Marion Créhange, « Par et pour la recherche d'images : EXPRIM », Le médiéviste et l'ordinateur, no 19 « Le renouveau de la recherche documentaire »,‎ printemps 1988, p. 15–21 (DOI 10.3406/medio.1988.1758, lire en ligne).
- (en) Gilles Halin, Noureddine Mouaddib, Odile Foucaut et Marion Créhange, « Semantics of user interface for image retrieval : Possibility theory and learning techniques applied on two prototypes », dans RIAO '88 Program: Conference with Presentation of Prototypes and Operational Demonstrations, User-Oriented Content-Based Text and Image Handling, vol. 2 (conférence, MIT, 21–24 mars 1988), Paris, Centre de hautes études internationales d'informatique documentaire, 1988 (ISBN 2-905450-01-0, lire en ligne), p. 676–688, repris dans « Semantics... », Information Processing & Management, vol. 25, no 6,‎ 1989, p. 615–627 (DOI 10.1016/0306-4573(89)90096-4) (ERIC EJ405660).
- (en) Gilles Halin, Marion Créhange et Pierre Kerekes, « Machine Learning and Vectorial Matching for an Image Retrieval Model : EXPRIM and the System RIVAGE », dans Jean-Luc Vidick (dir.), SIGIR '90: Proceedings of the 13th International Conference on Research and Development in Information Retrieval (conférence, Bruxelles, 5–7 septembre 1990), New York, ACM, 1989, 509 p. (ISBN 0-89791-408-2, DOI 10.1145/96749.98011), p. 99–114.
- Marion Créhange et Gilles Halin, « Machine Learning Techniques for Progressive Retrieval in an Image Database », dans Theo Härder (dir.), Datenbanksysteme in Büro, Technik und Wissenschaft (colloque GI/SI, Zürich, 1er–3 mars 1989), Springer, coll. « Informatik-Fachberichte » (no 204), 427 p. (ISBN 3-540-50894-5 et 0-387-50894-5, DOI 10.1007/978-3-642-74571-3_28), p. 314–322.
- Marion Créhange, « La recherche interactive d'images, son apport à la recherche de textes : Ouverture vers l'hypertexte », Le médiéviste et l'ordinateur, vol. 1, no 1,‎ 1990, p. 155–165 (DOI 10.3406/medio.1990.1261, lire en ligne, consulté le 31 mars 2022).
- (en) Amos Abayomi David, Odile Thiery et Marion Créhange, « An Intelligent Image-Based Computer-Aided Education System : The Prototype BIRDS », International Journal of Pattern Recognition and Artificial Intelligence, vol. 4, no 3,‎ 1990, p. 305–314 (DOI 10.1142/S0218001490000198), repris dans James C. Bezdek (dir.), Advances in Artificial Intelligence : Applications and Theory, World Scientific, coll. « World Scientific Series in Computer Sciences » (no 27), 1990, 228 p. (ISBN 981-02-0525-2, lire en ligne), p. 1–10.
- (en) Malika Smaïl et Marion Créhange, « Case-Based Reasoning Meets Information Retrieval », dans RIAO '94: Intelligent Multimedia Information Retrieval Systems and Management, vol. 1, octobre 1994 (lire en ligne), p. 172–184.

### Sur l'histoire de l'informatique à Nancy
- Marion Créhange et Marie-Christine Haton, « Cinquante ans d'informatique universitaire à Nancy », Le Pays lorrain, vol. 88, no 3,‎ 2007, p. 167–172, et no 4, p. 253–258.
- Marion Créhange et Marie-Christine Haton, « L'informatique universitaire à Nancy : Un demi-siècle de développement », Technique et Science informatiques, vol. 33, nos 1-2,‎ 2014, p. 127-141 (lire en ligne) [lire en ligne sur loria.fr], version révisée et augmentée de Créhange et Haton 2007.
- Marion Créhange et Marie-Christine Haton, « Mieux connaître les débuts de l'informatique universitaire à Nancy » [PDF], sur professeurs-medecine-nancy.fr, 2020 (consulté le 31 mars 2022), d'après Créhange et Haton 2014.
- Marion Créhange, Pierre Lescanne et Alain Quéré, « L'informatique de Claude Pair : L'apport de Claude Pair à la création de la science informatique (années 1963 – 1981) », 1024, Bulletin de la SIF, Société informatique de France, no 18,‎ novembre 2021, p. 91–116 (DOI 10.48556/SIF.1024.18.91, HAL hal-03193950, lire en ligne).